# Aleš Razým
Aleš Razým (Plzeň, 19 agosto 1986) è un ex fondista ceco.

## Biografia
In Coppa del Mondo ha esordito il 15 gennaio 2005 a Nové Město na Moravě (74°) e ha ottenuto il primo podio il 20 gennaio 2013 a La Clusaz (3°).
In carriera ha preso parte a tre edizioni dei Giochi olimpici invernali, Vancouver 2010 (44° nella sprint), Soči 2014 (49° nella sprint, 9° nella sprint a squadre, 8° nella staffetta) e Pyeongchang 2018 (30º nella 15 km, 41º nella 50 km, 43º nella sprint, 55º nello skiathlon, 7º nella sprint a squadre, 10° nella staffetta), e a quattro dei Campionati mondiali (6° nella sprint a Liberec 2009 e nella sprint a squadre a Falun 2015 i migliori risultati).

## Palmarès

### Mondiali juniores
- 1 medaglie:
  - 1 bronzo (staffetta a Kranj 2006)

### Coppa del Mondo
- Miglior piazzamento in classifica generale: 61º nel 2014
- 1 podio (a squadre):
  - 1 terzo posto